# Giampaolo Fabrizio
Giampaolo Fabrizio (Napoli, 10 febbraio 1957) è un personaggio televisivo e imitatore italiano.

## Biografia
Dopo gli esordi teatrali nel 1975, entra a far parte nel 1979 della compagnia teatrale, in quell'anno formatasi, di Mario Scarpetta, allestendo alcune commedie del celebre bisnonno quali «'O scarfalietto», «Tre pecore viziose» e «'O miedeco dei pazzi». L'avventura durò solo tre anni, anche se seguita da grande successo, dato l'elevato costo per l'allestimento e la pubblicizzazione degli spettacoli. Dal 1984 al 1987 fece parte, assieme a Silvio Vannucci e Liliana Eritrei, del trio La Tresca, partecipando alle trasmissioni televisive Premiatissima e Grand Hotel su Canale 5. Nel 1987 formò con Carlo Conversi e Silvia Nebbia il trio La Trappola, esibendosi in Bella d'estate e Chi tiriamo in ballo su Rai 2; proprio durante il periodo trascorso in Rai nacque il suo personaggio più conosciuto, ovvero l'imitazione parodistica di Bruno Vespa.
Dal 1990 al 1992 partecipò alla trasmissione sportiva Calciomania su Italia 1 conducendo la pseudo-rubrica TG Vesport nei panni del finto Bruno Vespa, per poi passare a lavorare a Telemontecarlo nei programmi Galagoal e Cocktail di scampoli. e Cocktail di scampoli.
Dal 2005 al 2024 ha fatto parte della squadra di Striscia la notizia, in cui si è esibito con le sue imitazioni di Bruno Vespa (meglio noto come "il Vespone").
Nel 2011 ha interpretato il ruolo di Ciccio Dop nel film di Edoardo De Angelis Mozzarella Stories.

## Filmografia
- Aeroporto internazionale - serie TV (1987)
- Mozzarella Stories, regia di Edoardo De Angelis (2011)
- Perez., regia di Edoardo De Angelis (2014)
- Ci vuole un fisico, regia di Alessandro Tamburini (2018)
- Sabato, domenica e lunedì, regia di Edoardo De Angelis – film TV (2021)